# 新井朝雄
新井 朝雄（あらい あさお）は、日本の数学者・数理物理学者。北海道大学大学院理学研究院数学部門教授。専門は数理物理学、関数解析学。

## 来歴・人物
- 1976年千葉大学理学部物理学科卒業。
- 1979年東京大学大学院理学研究科修士課程修了。
- 1980年東京大学 同研究科 同専攻博士課程中退
- 1980年東京工業大学（理学部数学）助手
- 1986年北海道大学（理学部数学）講師
- 1992年北海道大学（理学部数学）助教授
- 1994年ストラスブール大学高等数学研究所招聘教授教授
- 1995年北海道大学（大学院理学研究科数学専攻）教授
- 1998年ミュンヘン工科大学客員教授

荷電粒子と電磁場の系のスペクトル解析を初めて行った。2011(平成23)年11月2日～4日に行われた、国際純粋・応用物理学連合（IUPAP）総会には、代表として出席している。

## 著書・論文

### 著書
- 『場の量子論と統計力学』（共著，日本評論社、1998年）
- 『量子力学の数学的構造 Ⅰ』江沢洋共著、朝倉書店〈朝倉物理学大系〉、1999年、ISBN 978-4-254-13677-7
- 『対称性の数理』（日本評論社、 1993年 ）
- 『ヒルベルト空間と量子力学』（共立出版）
- 『場の量子論の数学的方法入門』（大阪大学数学講義録Vol. 5）
- 『数理物理への誘い2』（共著，遊星社）
- 『大学でどのような数学を学ぶのか』（日本評論社、2002年）
- 『フォック空間と量子場 上』（荒木不二洋、江沢洋 編）日本評論社〈数理物理シリーズ〉、2000年。
- 『フォック空間と量子場 下』（荒木不二洋、江沢洋 編）日本評論社〈数理物理シリーズ〉、2000年。
- 『物理現象の数学的諸原理 現代数理物理学入門』共立出版、2003年。ISBN 4320017269。
- 『だれが量子場をみたか』（日本評論社、2004年）
- 『現代物理数学ハンドブック』朝倉書店、2005年、ISBN 978-4-254-13093-5
- 『量子現象の数理』（朝倉書店、2006年）
- 『物理学の数理 ニュートン力学から量子力学まで』（荒木不二洋 監修、大矢雅則 監修）丸善出版、2012年。ISBN 4621065130。
- 『数理物理学の風景』日本評論社、2019年。ISBN 4535788847。